# 칼리마코스

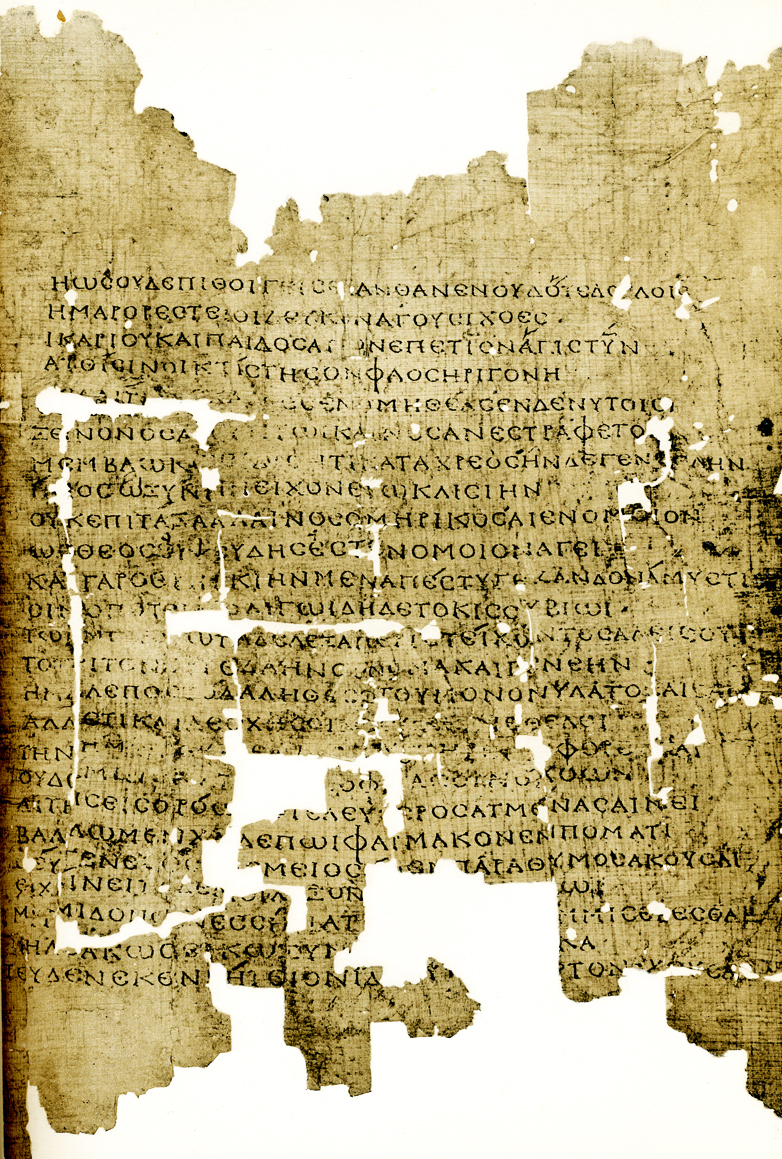

칼리마코스(그리스어: Καλλίμαχος, 기원전 305?-기원전 240?)는 헬레니즘 시대의 시인·학자·비평가이다. 아프리카의 키레네 출신으로 젊었을 때 알렉산드리아에 이주했다. 고전작가에 조예가 깊어 온갖 장르의 시를 썼다. 현학적 냄새가 강하게 풍기기도 하나, 그가 특히 능한 짧은 시형에서는 정교한 세련미가 엿보이고 있다. 고대에 있어서도 그의 명성은 대단하였으며 로마 시인(詩人)들 가운데 모방(模倣)하는 사람들이 수없이 많았다. 주요 작품으로는 <아이티아> <헤칼레> <찬가> <이암보이> 등의 시와 고전작가의 작품에다 설명을 붙인 목록 120권의 <피나케스> 산문이 있다.

## 업적
그는 당대의 도서 분류 체계를 세웠다. 그는 120권짜리 목록집 <피나케스>에서 책을 알파벳 순으로 정리했으며, 서정시, 비극, 희극, 연설 등등 문학 장르에 따라서 분류했다.

## 작품
- 찬가(讚歌) - 호메로스의 『찬가』를 모방한 시기이기는 하나, 종교적인 것이 아니라 순수한 문학적 작품이다. 전부 합해서 6수가 있으며 엘레게이아의 운율로 쓰여진 제5수를 제외하고는 어느 것이나 서사적 시형으로 되어 있다.

- 아이티아(Aitia) - 제사의식·습관·도시건설 등의 기원을 엘레게이아로 읊은 시. 전4권 가운데 오늘날 몇 개의 단편이 전해진다.